# Ligue professionnelle masculine de hockey sur gazon
La Ligue professionnelle masculine de hockey sur gazon est une compétition internationale masculine de hockey sur gazon organisée par la Fédération internationale de hockey sur gazon (FIH), qui remplace la Ligue mondiale de hockey sur gazon masculin. La compétition a également servi de qualification pour la coupe du monde et les jeux olympiques.
La première édition a débuté en 2019. Neuf équipes ont obtenu leur place pendant quatre saisons.

## Format

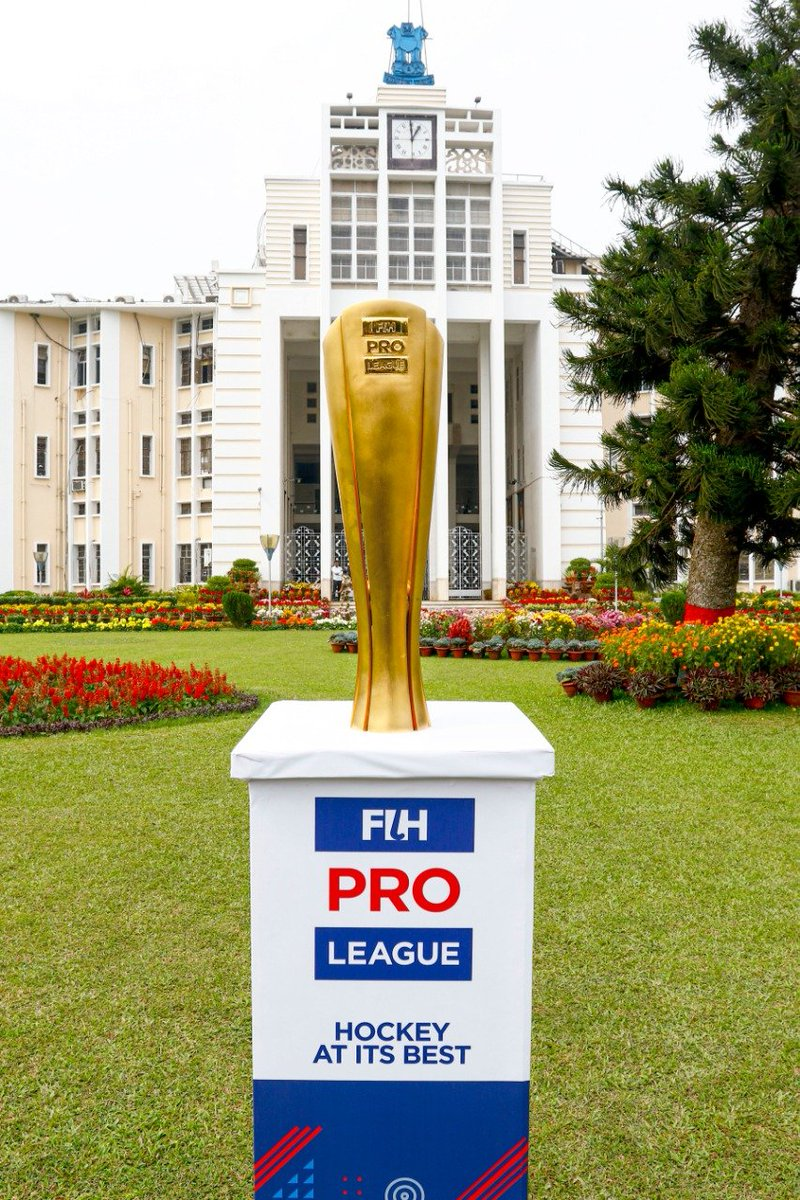
Trophée de la compétition

### 2019
Neuf équipes s'affronteront dans un tournoi à la ronde avec des matchs à domicile et à l'extérieur, disputés de janvier à juin, les quatre meilleures équipes se qualifiant pour la phase finale dans un endroit déterminé.

### 2020-2022
Le principe aller-retour a été conservé mais ce principe est réparti sur deux saisons consécutives à partir de cette saison et fonctionne selon l’exemple suivant:
- pour la saison 2020-2021, l’équipe A acueille l’équipe B deux fois en quelques jours.
- pour la saison 2021-2022, l’équipe B acueille l’équipe A deux fois en quelques jours.

Si l’un des deux matchs joués entre deux équipes était annulé, le vainqueur de l’autre match aurait reçu le double de points.

### À partir de la saison 2022-2023
Pour réduire les problèmes financiers et logistiques, un ensemble de trois équipes se réunira sur un même site et un « mini-tournoi » sera disputé où chaque équipe jouera deux matchs l’une contre l’autre,. Le nouveau format réduira également le problème du temps de déplacement et minimisera le fardeau des joueurs. L’équipe terminant dernière sera reléguée à la Coupe des Nations.

## Palmarès
| Édition                                              | Qualifié             | Champion     | Vice-champion   | Troisième place | Quatrième place | Relégué           |
| ---------------------------------------------------- | -------------------- | ------------ | --------------- | --------------- | --------------- | ----------------- |
| 2019                                                 | Pas de qualification | Australie    | Belgique        | Pays-Bas        | Grande-Bretagne | Pas de relégation |
| 2020-2021                                            | Pas de qualification | Belgique     | Australie       | Allemagne       | Inde            | Pas de relégation |
| 2021-2022                                            | Pas de qualification | Pays-Bas     | Belgique        | Inde            | Allemagne       | Pas de relégation |
| 2022-2023                                            | Pas de qualification | Pays-Bas     | Grande-Bretagne | Belgique        | Inde            | Nouvelle-Zélande  |
| Saisons qualificatives pour la Coupe du monde 2026   |                      |              |                 |                 |                 |                   |
| 2023-2024                                            | Australie            | Australie    | Pays-Bas        | Grande-Bretagne | Argentine       | Irlande           |
| 2024-2025                                            | Espagne              | Pays-Bas     | Belgique        | Espagne         | Allemagne       | Irlande           |
| Saisons qualificatives pour les Jeux olympiques 2028 |                      |              |                 |                 |                 |                   |
| 2025-2026                                            | Équipe ?????         | Équipe ????? | Équipe ?????    | Équipe ?????    | Équipe ?????    | Équipe ?????      |
| 2026-2027                                            | Équipe ?????         | Équipe ????? | Équipe ?????    | Équipe ?????    | Équipe ?????    | Équipe ?????      |

### Bilan par nation
| Équipe                     | Champion                            | Vice-champion                  | Troisième place | Quatrième place          |
| -------------------------- | ----------------------------------- | ------------------------------ | --------------- | ------------------------ |
| Pays-Bas                   | 3 (2021-2022, 2022-2023, 2024-2025) | 1 (2023-2024)                  | 1 (2019*)       |                          |
| Australie                  | 2 (2019, 2023-2024)                 | 1 (2020-2021)                  |                 |                          |
| Belgique                   | 1 (2020-2021)                       | 3 (2019, 2021-2022, 2024-2025) | 1 (2022-2023)   |                          |
| Angleterre Grande-Bretagne |                                     | 1 (2022-2023 )                 | 1 (2023-2024 )  | 1 (2019 )                |
| Allemagne                  |                                     |                                | 1 (2020-2021)   | 2 (2021-2022, 2024-2025) |
| Inde                       |                                     |                                | 1 (2021-2022)   | 2 (2020-2021, 2022-2023) |
| Espagne                    |                                     |                                | 1 (2024-2025)   |                          |
| Argentine                  |                                     |                                |                 | 1 (2023-2024)            |

* = pays hôte

### Équipes apparues
| Équipe                     | 2019 | 2020-2021 | 2021-2022 , | 2022-2023 | 2023-2024 | 2024-2025 | 2025-2026 | 2026-2027 | Total |
| -------------------------- | ---- | --------- | ----------- | --------- | --------- | --------- | --------- | --------- | ----- |
| Argentine                  | 5e   | 7e        | 5e          | 8e        | 4e        | 6e        | Q         |           | 7     |
| Australie                  | 1er  | 2e        | F           | 7e        | 1er       | 5e        | Q         |           | 6     |
| Belgique                   | 2e   | 1er       | 2e          | 3e        | 5e        | 2e        | Q         |           | 7     |
| Canada                     | -    | -         | F           | -         | -         | -         | -         |           | 0     |
| Angleterre Grande-Bretagne | 4e   | 6e        | 6e          | 2e        | 3e        | 7e        | Q         |           | 7     |
| France                     | -    | -         | 8e          | -         | -         | -         | -         |           | 1     |
| Allemagne                  | 6e   | 3e        | 4e          | 6e        | 6e        | 4e        | Q         |           | 7     |
| Inde                       | F    | 4e        | 3e          | 4e        | 7e        | 8e        | Q         |           | 6     |
| Irlande                    | -    | -         | -           | -         | 9e        | 9e        | -         |           | 2     |
| Pays-Bas                   | 3e   | 5e        | 1er         | 1er       | 2e        | 1er       | Q         |           | 7     |
| Nouvelle-Zélande           | 8e   | 8e        | F           | 9e        | -         | F         | F         |           | 3     |
| Pakistan                   | DSQ  | -         | -           | -         | -         | -         | Q         |           | 1     |
| Afrique du Sud             | -    | -         | 9e          | -         | F         | -         | -         |           | 1     |
| Espagne                    | 7e   | 9e        | 7e          | 5e        | 8e        | 3e        | Q         |           | 7     |
| Total                      | 8    | 9         | 9           | 9         | 9         | 9         | 9         | 9         | -     |